# Luís Augusto Pinto de Soveral, Visconde de Soveral

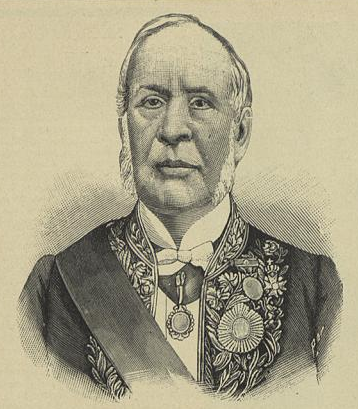
O Visconde de Soveral, em gravura de Francisco Pastor

Luís Augusto Pinto de Soveral, primeiro e único visconde de Soveral (28 de Maio de 1811 em São João da Pesqueira - 1 de Maio de 1905 em Lisboa), par do Reino, conselheiro de Sua Majestade, fidalgo da Casa Real de Portugal.

## Biografia
Luís de Soveral foi educado em Inglaterra, onde se formou em Letras pela Universidade de Londres. Foi um escritor e diplomata. Foi ainda grande oficial da Legião de Honra (França) e sucedeu na quinta de Cidrô. 
Filho de Luís de Soveral Vassalo e Sousa e de sua mulher D. Ana Adelaide Pinto, era irmão de Eduardo Pinto de Soveral, visconde de São Luís e tio de Luís Augusto Pinto de Soveral, marquês de Soveral.
Casou-se com Elisa Bayne, inglesa, e tiveram uma filha, D. Elisa Augusta de Soveral, nascida em 1839. No mesmo ano, entrou para a carreira diplomática e serviu em Londres e Madrid, alternadamente. 
Em 1856, foi nomeado embaixador no Brasil, mas não chegou a tomar posse, sendo nomeado embaixador em Madri, cargo que assumiu aos 20 de janeiro de 1857. E, 1864, esteve numa missão especial em Paris e depois voltou a ser embaixador em Madri. 
Reformou-se em 1866, passando a viver em Lisboa.

## Honrarias
- Comendador das ordens Cristo e de Vila Viçosa
- Grã-cruz das ordens de Isabel a Católica, Carlos III, São Maurício e São Lázaro e da Rosa do Brasil.
- Visconde por decreto de 30 de junho de 1865, de  D. Luís I de Portugal.

## Obras literárias
- «The Anglo-Luso African Difficulty Explained», Londres, 1890;
- «Apontamentos sobre as antigas relações politicas e commerciaes de Portugal com a Republica de Veneza». Lisboa, 1893,
- «Memória acerca dos portugueses na Abissínia», Porto 1894 (eBook);
- «Quadros históricos notáveis», Lisboa 1896;
- «Documentos relativos è remoção do visconde de Soveral», Madrid;
- «The fourth centenary of sea route to Índia», Lisboa 1896;
- «Breve notícia acerca do quadro da Misericórdia do Porto», Lisboa 1897;
- «Estudo sobre a influência da escola italiana de pintura nas escolas de outros países», Porto 1899; e
- «O azulejo, seu uso e fabrico em Portugal».